# Sărățeni, Ialomița
Sărățeni este o comună în județul Ialomița, Muntenia, România, formată numai din satul de reședință cu același nume.

## Așezare
Comuna se află în zona centrală a județului, pe malul stâng al râului Ialomița. Este străbătută pe la sud de satul de reședință de șoseaua națională DN2A, care leagă Slobozia de Urziceni. Prin comună trece și calea ferată Urziceni-Slobozia, pe care este deservită de stația Sărățeni.

## Demografie
Componența etnică a comunei Sărățeni
     Români (94,23%)
     Romi (1,47%)
     Alte etnii (4,31%)
Componența confesională a comunei Sărățeni
     Ortodocși (95,05%)
     Alte religii (0,46%)
     Necunoscută (4,49%)
Conform recensământului efectuat în 2021, populația comunei Sărățeni se ridică la 1.091 de locuitori, în scădere față de recensământul anterior din 2011, când fuseseră înregistrați 1.290 de locuitori. Majoritatea locuitorilor sunt români (94,23%), cu o minoritate de romi (1,47%). Din punct de vedere confesional, majoritatea locuitorilor sunt ortodocși (95,05%), iar pentru 4,49% nu se cunoaște apartenența confesională.

## Politică și administrație
Comuna Sărățeni este administrată de un primar și un consiliu local compus din 9 consilieri. Primarul, Eugen Tocileanu[*], de la Partidul Național Liberal, este în funcție din 2005. Începând cu alegerile locale din 2024, consiliul local are următoarea componență pe partide politice:
|  | Partid                    | Consilieri | Componența Consiliului | Componența Consiliului | Componența Consiliului | Componența Consiliului | Componența Consiliului | Componența Consiliului | Componența Consiliului |
|  | ------------------------- | ---------- | ---------------------- | ---------------------- | ---------------------- | ---------------------- | ---------------------- | ---------------------- | ---------------------- |
|  | Partidul Național Liberal | 7          |                        |                        |                        |                        |                        |                        |                        |
|  | Partidul Social Democrat  | 2          |                        |                        |                        |                        |                        |                        |                        |

## Istorie
La sfârșitul secolului al XIX-lea, comuna făcea parte din plasa Ialomița-Balta a județului Ialomița și avea în compunere satul Sărățelu și cătunul Trandafiru, având în total 918 locuitori. În comună funcționau o școală mixtă și o biserică. Anuarul Socec din 1925 o consemnează în plasa Căzănești a aceluiași județ, cu o populație de 1050 de locuitori în unicul sat, Sărățeni.
În 1950, comuna a trecut în administrarea raionului Slobozia din regiunea Ialomița și apoi (după 1950) din regiunea București. În 1968, a revenit la județul Ialomița, dar a fost imediat desființată și inclusă în comuna Balaciu.
Comuna Sărățeni fost reînființată în anul 2005, prin Legea nr. 67 din 23 martie 2005, prin desprinderea satului Sărățeni, din comuna Balaciu.